# 262 Valda
262 Valda este un asteroid din centura principală, descoperit pe 3 noiembrie 1886, de Johann Palisa.